# Gliese 414
Gliese 414 is een dubbelster in het sterrenbeeld Grote Beer op 38,7 lichtjaar van de zon.
De ster bestaat uit twee rode dwergen.